# 中华人民共和国外交部拉丁美洲和加勒比司
中华人民共和国外交部拉丁美洲和加勒比司（英語：Department of Latin American and Caribbean Affairs of the Ministry of Foreign Affairs of the People's Republic of China），简称外交部拉美司，是中华人民共和国外交部直接领导的工作机关。

## 机构沿革
外交部原设美洲大洋洲司统管美洲和大洋洲地区事务。1989年，正式成立外交部拉丁美洲司，简称拉美司。原美洲大洋洲司更名为北美大洋洲司，仍简称美大司。2009年4月，拉丁美洲司更名为拉丁美洲和加勒比司，仍简称拉美司。

## 工作职能
外交部拉丁美洲和加勒比司主要按照国务院和外交部给其确定的工作范围，负责办理以下各项工作：
- 负责中国同拉丁美洲和加勒比地区33个国家的双边事务
- 贯彻执行中国对地区国家的外交方针政策
- 对中国同地区国家关系进行调研和规划
- 指导协调涉及地区国家的交往合作，指导驻地区国家外交机构有关工作
- 承担相关重要外交活动文件和文书的西班牙语和葡萄牙语翻译工作

## 工作涉及的国家和组织
这些国家包括：安提瓜和巴布达、阿根廷、巴哈马、巴巴多斯、伯利兹、玻利维亚、巴西、智利、哥伦比亚、哥斯达黎加、古巴、多米尼加、厄瓜多尔、萨尔瓦多、格林纳达、危地马拉、圭亚那、海地、洪都拉斯、牙买加、墨西哥、尼加拉瓜、巴拿马、巴拉圭、秘鲁、多米尼克、圣基茨和尼维斯、圣文森特和格林纳丁斯、圣卢西亚、苏里南、特立尼达和多巴哥、乌拉圭、委内瑞拉
美洲国家组织、南美国家联盟、南方共同市场、安第斯共同体、美洲玻利瓦尔联盟、加勒比共同体、加勒比国家联盟、拉丁美洲经济体系、拉丁美洲一体化协会、美洲开发银行、伊比利亚美洲首脑会议、东亚-拉美合作论坛、中国—拉共体论坛、拉丁美洲议会、拉丁美洲禁止核武器组织、拉美和加勒比国家共同体、太平洋联盟、中美洲一体化体系、中美洲议会、拉美和加勒比开发银行、拉丁美洲社会科学院

## 历任司长
- 张宝生（1989－1992）
- 李国新（1992－1996）
- 张沙鹰[3]（?－?）
- 李金章（1998－2000）
- 邱小琪（2000－2002）
- 殷恆民（2002－2005.01）
- 曾鋼（2005.12－2007）
- 杨万明（2007－2012）
- 沈智良（2012－2014）
- 祝青桥（2014－2017）
- 赵本堂（2017－2021）
- 蔡伟（2021－2024.9）
- 张润（2024.12－）